# Zygottus
Zygottus, maleni rod malenih sjevernoameričkih paukova iz porodice baldahinskih pauka (Linyphiidae) koji je opisao američki biolog Chamberlin 1949. godine. Rodu pripadaju dvije vrste koje su dobile ime po lokalitetu, od kojih je obje otkrio i opisao isti autor, to su Zygottus corvallis (tipična vrsta) i Zygottus oregonus.
Obje vrste prisutne su u Oregonu. Rod je klasificiran potporodici patuljastih pauka (Erigoninae), najvećoj u porodici Linyphiidae.